# Aïn Harrouda
Aïn Harrouda är en stad i Marocko och är belägen i prefekturen Mohammedia som är en del av regionen Casablanca-Settat. Folkmängden uppgick till 62 420 invånare vid folkräkningen 2014.